# Хепзиба (Западна Вирџинија)
Хепзиба (енгл. Hepzibah) насељено је место без административног статуса у америчкој савезној држави Западна Вирџинија.

## Демографија
По попису из 2010. године број становника је 566.
| Група             | 2000.    | 2010.       |
| Белци             | 0 (0,0%) | 542 (95,8%) |
| Афроамериканци    | 0 (0,0%) | 9 (1,6%)    |
| Азијати           | 0 (0,0%) | 0 (0,0%)    |
| Хиспаноамериканци | 0 (0,0%) | 6 (1,1%)    |
| Укупно            | 0        | 566         |